# Fontenay-de-Bossery
Fontenay-de-Bossery är en kommun i departementet Aube i regionen Grand Est (tidigare regionen Champagne-Ardenne) i nordöstra Frankrike. Kommunen ligger  i kantonen Nogent-sur-Seine som ligger i arrondissementet Nogent-sur-Seine. År 2022 hade Fontenay-de-Bossery 70 invånare.

## Befolkningsutveckling
Antalet invånare i kommunen Fontenay-de-Bossery
Referens: INSEE